# Gare de Dyer
La gare de Dyer est une gare ferroviaire des États-Unis située à Dyer dans l'État de l'Indiana.

## Service des voyageurs

### Desserte
- Lignes d'Amtrak:
  - Le Cardinal: Chicago - New York
  - Le Hoosier State: Chicago - Indianapolis